# Alan Garner (calciatore)
Alan Henry Garner (Lambeth, 2 febbraio 1951 – 23 luglio 2020) è stato un calciatore inglese, di ruolo difensore.

## Carriera
Garner dopo aver giocato nelle giovanili del Millwall esordisce nella prima squadra dei Lions (e contestualmente anche tra i professionisti) nella stagione 1969-1970, all'età di 18 anni: in due stagioni nel club, entrambe in seconda divisione, gioca tuttavia solamente 2 partite di campionato, prima di passare al Luton Town, con cui tra il 1971 ed il 1974 segna in totale 2 reti in 79 presenze in seconda divisione, per poi segnare un gol in 9 presenze in prima divisione nella stagione 1974-1975.
Nell'estate del 1975 viene ceduto al Watford, club in cui rimane per cinque stagioni consecutive, conquistando anche due promozioni consecutive (dalla quarta alla seconda divisione) tra il 1977 ed il 1979. Con gli Hornets segna in totale 15 gol in 200 partite di campionato giocate, per poi trasferirsi al Portsmouth, club di terza divisione, con cui in due anni di permanenza segna in totale 2 reti in 36 presenze in partite di campionato. Si ritira infine nel 1983, dopo aver giocato anche con i semiprofessionisti del Barnet.
In carriera ha totalizzato complessivamente 326 presenze e 20 reti nei campionati della Football League.

## Palmarès

### Club

#### Competizioni nazionali
- Campionato inglese di quarta divisione: 1

Watford: 1977-1978